# Buitelkruid
Buitelkruid is het tweede boek uit de reeks Grijpstra en De Gier, geschreven door Janwillem van de Wetering.
Het boek is uitgegeven in 1976 door Bruna.

## Verhaal
Maria van Buren, een heel mooie en dure prostituee wordt in haar woonboot omgebracht met een werpmes. Grijpstra en De Gier richten hun onderzoek op haar drie cliënten - een discrete Belgische diplomaat, een hoge Amerikaanse militair met kennis van atoomgeheimen, en een materieel geslaagde Nederlandse zakenman - maar komen er niet uit. Dan is er nog een man met een rode Rover en een zoontje. En wat hebben al die Afrikaanse beeldjes en gifplanten met de zaak te maken? De commissaris zoekt in eerste instantie de oplossing op Curaçao en heeft daar bijzondere ontmoetingen met bijzondere mensen, maar vindt de oplossing uiteindelijk op Schiermonnikoog. En daar waren zijn ondergeschikten ook al aan het ronddarren onder begeleiding van een plaatselijke brigadier. Dat Grijpstra nog wat langer moest blijven dan bedacht, heeft alleen indirect met de zaak te maken.